# Jeorjos Sotiriadis
Jeorjos Teodoros Sotiriadis (gr. Γεώργιος Θεόδωρος Σωτηριάδης; ur. 21 października 2000) – grecki zapaśnik walczący w stylu klasycznym. Zajął 21. miejsce na mistrzostwach Europy w 2025. Wicemistrz śródziemnomorski w 2018 roku.